# Inkwell Award
Gli Inkwell Awards, a volte abbreviato in Inkwells, sono premi assegnati nel campo dell'inchiostrazione nel fumetto statunitense. I premi sono stati in parte intitolati al gruppo Yahoo - molti dei membri fanno parte della comunità degli inchiostratori - e in parte dopo il sito web del fondatore dell'organizzazione Bob Almond. Il concetto di premio è stato riportato in una colonna "Inkblots" di Almond nel Sketch Magazine #35 nel 2007, che è stato stampato nel 2008, dopo la formazione del gruppo. La missione è quella di "Promuovere ed educare all'arte dell'inchiostrazione dei fumetti e mostrare il riconoscimento per gli artisti dell'inchiostro."